# Zipacna
Dans la religion maya, Zipacna est le fils de Vucub Caquix et de Chimalma. 

## Attributs
Lui et son frère, Cabrakán (tremblement de terre), sont souvent considérés comme des démons. Zipacna et son frère sont décrits comme violents et arrogants. Le symbole de Zipacna est un gros caïman. Il se vante souvent d'être le créateur des montagnes. Dans le Popol Vuh, il affronte les jumeaux cosmiques Hunahpu et Ixbalanque.

## Culture populaire
- Dans l'univers de Stargate, Lord Zipacna est un Goa'uld, sous-fifre d'Apophis, puis d'Anubis.